# Семь проповедей мёртвым
«Семь проповедей мёртвым» (лат. Septem Sermones ad Mortuos) — сборник из семи мистических (гностических) текстов, частно опубликованных К. Г. Юнгом в 1916 году. Юнг не признал себя автором публикации и приписал её раннехристианскому гностическому религиозному учителю Василиду из Александрии.
Современные исследователи характеризуют «Семь проповедей» как «краткое откровение „Красной книги“». Это единственная часть творческого материала из рукописей «Красной книги», которую Юнг более или менее публично распространял при жизни.
Сама «Красная книга» увидела свет лишь в октябре 2009 года. Вступление Шамдасани и примечания к тексту «Красной книги» содержат ранее недоступную первичную документацию об этом важном периоде жизни Юнга.

## История
В ноябре 1913 года Юнг начал необычайное исследование психики. Он назвал это «конфронтацией с бессознательным». В этот период Юнг намеренно вошёл в образное или «призрачное» состояние сознания. Видения продолжались интенсивно с конца 1913 года до примерно 1917 года, а затем прекратились примерно к 1923 году. Юнг тщательно описал этот воображаемый путь в шести личных дневниках с чёрной обложкой (называемых «Чёрными книгами»); эти тетради содержат хронологическую сводку о его видениях и диалогах со своей душой.
Начиная с конца 1914 года Юнг начал переписывать из дневников «Чёрных книг» черновой вариант рукописи своей «Красной книги» — том в кожаном переплёте с иллюстрациями, который он создал, чтобы сохранить формальные записи о своем путешествии. Юнг неоднократно заявлял, что видения и образные переживания, занесённые в «Красную книгу», содержали ядро всех его более поздних работ.
При жизни Юнг держал «Красную книгу» в тайне, позволяя читать её только нескольким членам своей семьи и коллегам. Единственной частью этого материала, который Юнг решил выпустить ограниченным тиражом, были «Семь проповедей», которые он напечатал частным образом в 1916 году. На протяжении всей своей жизни Юнг время от времени давал копии этой небольшой книги друзьям и студентам, но она была доступна только как подарок от самого Юнга, который никогда не предлагал её для публичной продажи или распространения. Когда в 1962 году были опубликованы мемуары Юнга «Воспоминания, мечты, размышления», в качестве приложения к ней были включены «Семь проповедей мёртвым».
До недавнего времени оставалось неясным, как именно «Семь проповедей» связаны со скрытыми материалами «Красной книги». После смерти Юнга в 1961 году его наследникам было отказано в любом доступе к «Красной книге». Наконец, в октябре 2009 года, спустя почти 50 лет после смерти Юнга, его семья выпустила «Красную книгу» для публикации в факсимильном издании под редакцией Сону Шамдасани. Наличие этой работы показало, что «Семь проповедей мёртвым» фактически составляют заключительные страницы черновиков «Красной книги»; версия, переписанная для «Красной книги», лишь незначительно отличается от текста, опубликованного в 1916 году, однако после каждой проповеди в «Красную книгу» включена дополнительная усиливающая проповедь Филимона (духовный наставник Юнга). 
Комментарий к работе был написан Стефаном А. Хёллером. Когда Хёллер поинтересовался у редактора «Красной книги» Сону Шамдасани о взаимоотношениях двух книг, Шамдасани сказал, что «Семь проповедей» — это как остров, а «Красная книга» — как обширный континент.